# Scotia, Nebraska
Scotia är en ort i Greeley County, Nebraska, USA.